# جوديث كراولي
جوديث كراولي هي كاتبة سيناريو ومخرجة كندية، ولدت في 12 أبريل 1914 في أوتاوا في كندا، وتوفيت في 16 سبتمبر 1986.

## وصلات خارجية
- جوديث كراولي على موقع IMDb (الإنجليزية)
- جوديث كراولي على موقع كينوبويسك (الروسية)